# Trinity Center (Kalifornija)
Trinity Center je naseljeno područje za statističke svrhe u američkoj saveznoj državi Kalifornija. Prema popisu stanovništva iz 2010. u njemu je živjelo 267 stanovnika.